# Wind It Up (Rewound)
Singles de Prodigy
Out of Space
(1992) One Love
(1993)
Clip vidéo
[vidéo] « Wind It Up », sur YouTube
[vidéo] « Wind It Up (Rewound) », sur YouTube
Wind It Up est une chanson du groupe britannique Prodigy extraite de leur premier album Experience, sorti le 28 septembre 1992 sur le label XL Recordings.
Un remix de cette chanson, intitulé Wind It Up (Rewound), est sortie en single le 5 avril 1993.
Le single débute à la 12e place du classement officiel des ventes de singles britannique pour la semaine du 11 au 17 avril et la semaine suivante atteint sa meilleure position à la 11e place où reste encore une semaine.

## Classements
| Classement (1993)              | Meilleure position |
| ------------------------------ | ------------------ |
| Royaume-Uni (UK Singles Chart) | 11                 |